# Алтис
Алтис (Альтис, др.-греч. Ἄλτις) — величественный священный участок в Элиде, в северо-западной части Пелопоннеса. Руины Алтиса находятся на плодородной равнине, с юга и запада ограниченной рекой Алфиос и его правым притоком Кладеос, у южного склона холма Кроноса. Является частью современных археологических памятников Олимпии. На элидском диалекте греческого языка название означает роща, что вероятно связано с тем, что прежде здесь росли деревья. По легенде Геракл установил границы святилища Олимпии с центром — рощей Алтис. Алтис состоял из двух замкнутых частей, одна — IV века до н. э., другая — римской эпохи. Алтис окружала стена. В Алтисе находились только строения, относившиеся к богам, за стеной — булевтерейон, леонидеон, мастерская Фидия и гимнасий. Центром Алтиса был алтарь Зевса.

Олимпия